# Národní parky v Litvě
V Litvě se nachází pět národních parků. Jejich celková plocha je 1523 km², tvoří 2,3% rozlohy státu.
Národní parky Litvy byly založeny v roce 1991 po vyhlášení nezávislosti státu. První park byl založen již v roce 1974 jako Národní park Litevské SSR, v roce 1991 byl přejmenován na dnešní název Národní park Aukštaitijos.
V národních parcích jsou restrikce ohledně volného stanování a je povolené pouze na určených místech – tábořištích (litevsky stovyklavietė), v nichž je povoleno stanovaní včetně rozdělávání ohně a jsou vybaveny obvykle krytým ohništěm, lavicemi se stolem, suchou toaletou a jejich použití je zdarma.

## Seznam národních parků
| Národní park              | Plocha (km²) | Rok založení | Geodata  |
| ------------------------- | ------------ | ------------ | -------- |
| Národní park Aukštaitijos | 452,70       | 1974         | OSM, WMF |
| Národní park Dzūkijos     | 559,20       | 1991         | OSM, WMF |
| Národní park Kurská kosa  | 264,64       | 1991         | OSM, WMF |
| Trakų istorinis           | 82,00        | 1991         | OSM, WMF |
| Žemaitijský národní park  | 217,20       | 1991         | OSM, WMF |

## Fotogalerie

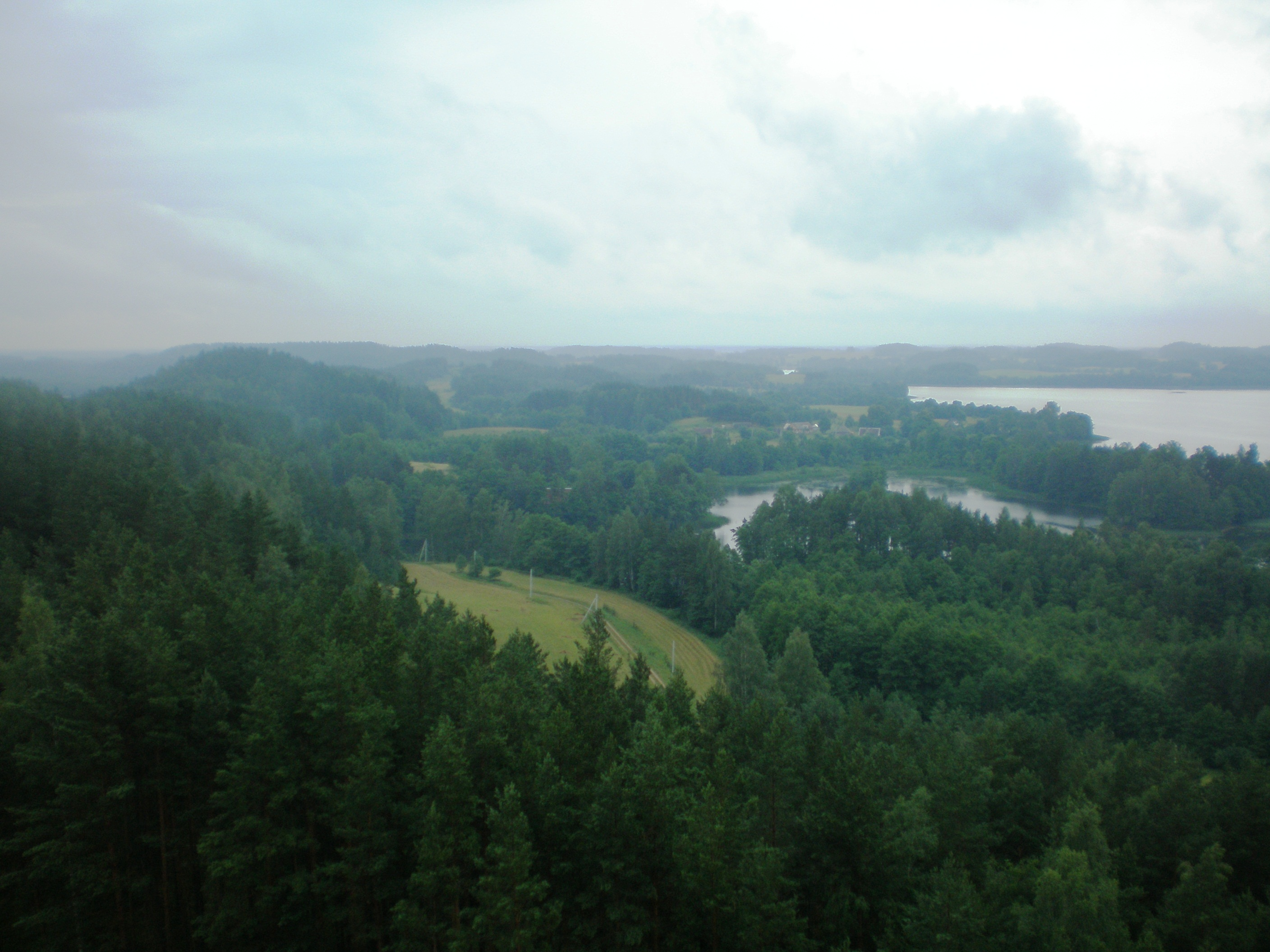
Aukštaitijos
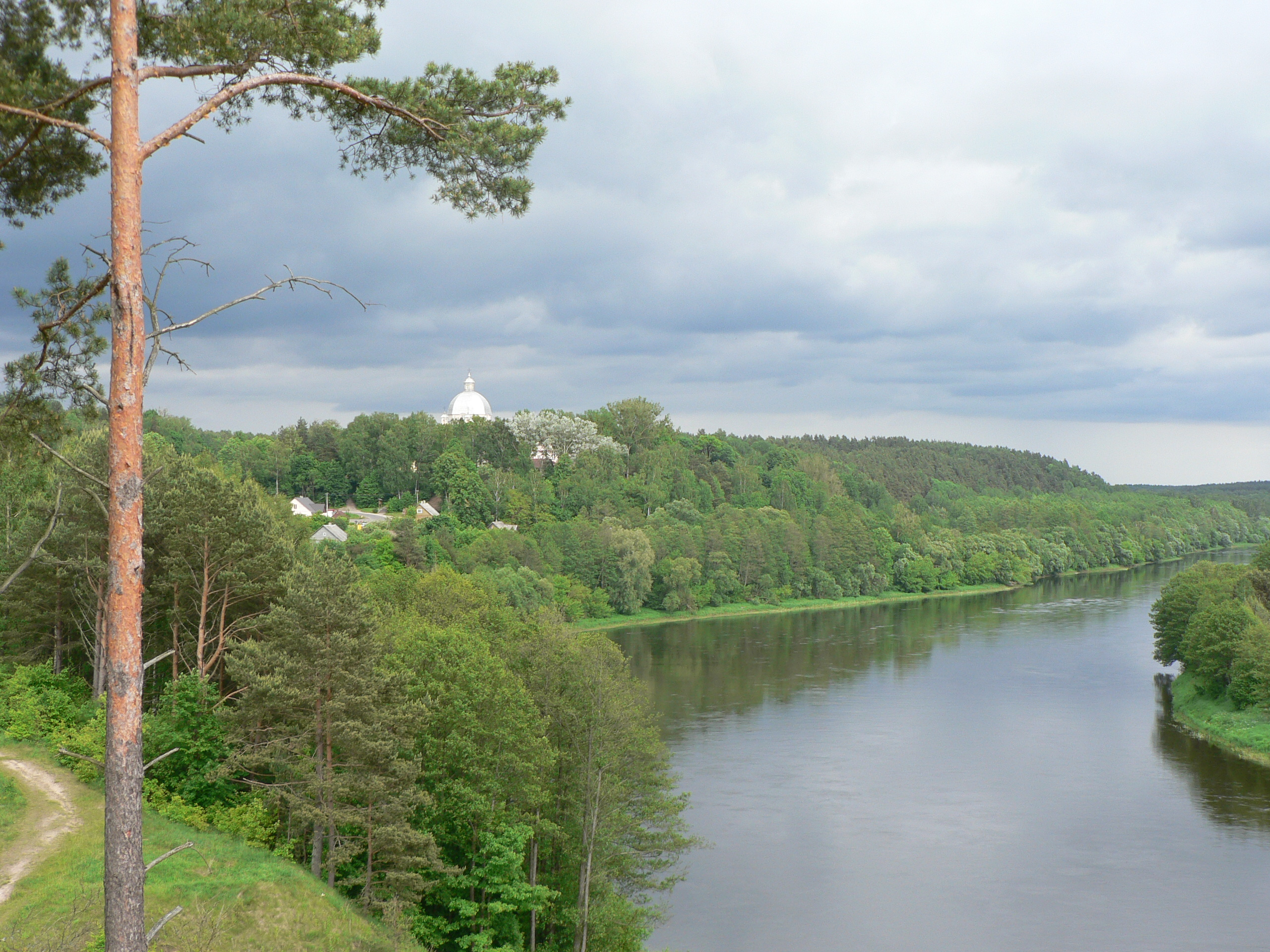
Dzūkijos
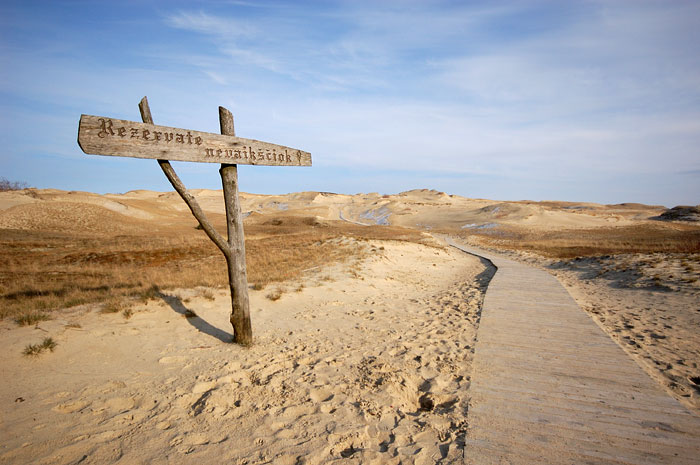
Kuršių nerijos
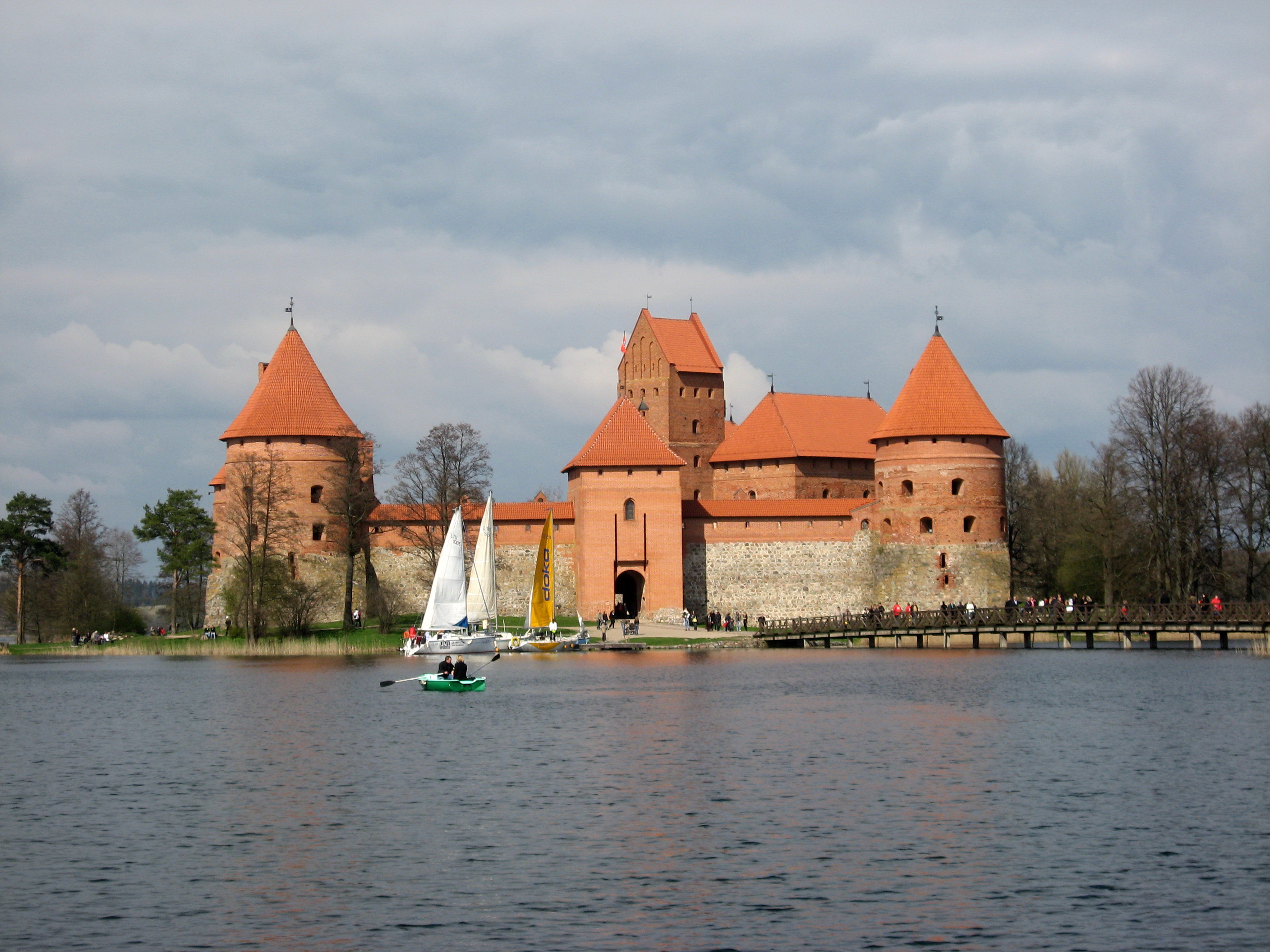
Trakų istorinis
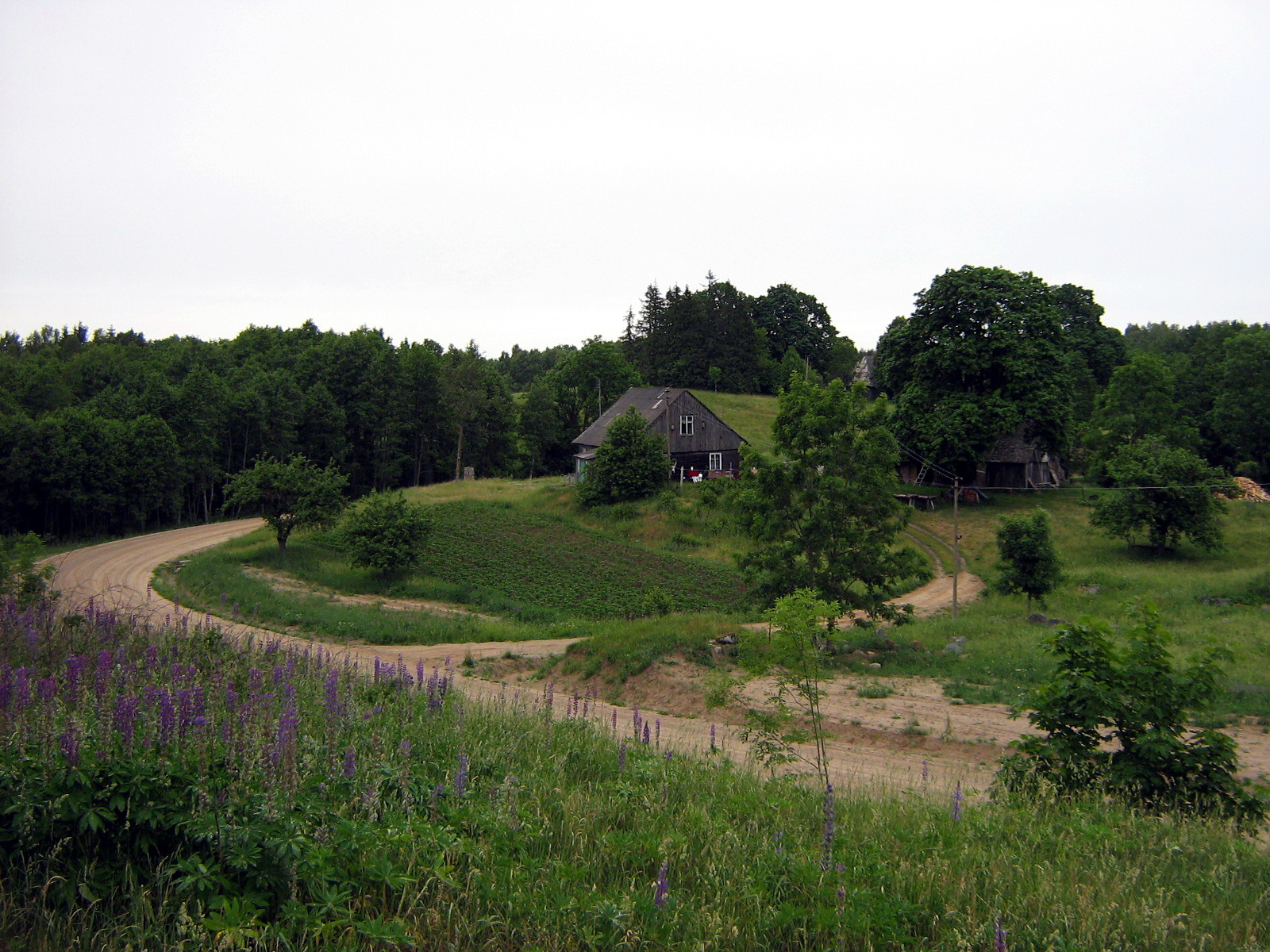
Žemaitijos